# 汐月しゅう
汐月 しゅう（しおつき しゅう、1月10日 - ）は、日本の女優。元宝塚歌劇団星組の男役。
福岡県小郡市、西南学院中学校出身。身長174cm。

## 来歴
2002年、宝塚音楽学校入学。
2004年、宝塚歌劇団に90期生として入団。入団時の成績は41番。雪組公演「スサノオ／タカラヅカ・グローリー!」で初舞台。その後、星組に配属。
2014年10月5日、「The Lost Glory／パッショネイト宝塚!」東京公演千秋楽をもって、宝塚歌劇団を退団。
退団後は女優として舞台等に出演する他、映画イベントなどのMCとしても活動している。
2025年8月、結婚したことを発表。

## 宝塚歌劇団時代の主な舞台

### 初舞台
- 2004年4 - 7月、雪組『スサノオ』『タカラヅカ・グローリー!』

### 星組時代
- 2004年10 - 12月、『花舞う長安』『ロマンチカ宝塚'04』
- 2005年5 - 8月、『長崎しぐれ坂』『ソウル・オブ・シバ!!』
- 2006年1 - 4月、『ベルサイユのばら-フェルゼンとマリー・アントワネット編-』
- 2006年6月、『フェット・アンペリアル』（バウホール） - エドワード
- 2006年8 - 11月、『愛するには短すぎる』『ネオ・ダンディズム!』
- 2007年1月、『ハロー!ダンシング』（バウホール）
- 2007年3 - 7月、『さくら』『シークレット・ハンター』
- 2007年8月、『シークレット・ハンター』『ネオ・ダンディズム!II』（博多座）
- 2007年11 - 2008年2月、『エル・アルコン-鷹-』 - リネカー、新人公演：グリンウッド卿（本役：天緒圭花）『レビュー・オルキス-蘭の星-』
- 2008年6 - 10月、『THE SCARLET PIMPERNEL（スカーレット ピンパーネル）』 - 新人公演：シモン（本役：美城れん）
- 2009年2 - 4月、『My dear New Orleans（マイ ディア ニュー オリンズ）』 - 新人公演：スタンリー（本役：壱城あずさ）『ア ビヤント』
- 2009年6 - 9月、『太王四神記 Ver.II』 - 新人公演：チュムチ（本役：紅ゆずる）[5]
- 2009年10 - 11月、『コインブラ物語』（ドラマシティ・日本青年館）
- 2010年1 - 3月、『ハプスブルクの宝剣』 - キンスキー侯爵、新人公演：ケーニヒスエック将軍（本役：水輝涼）／モーリッツ（本役：壱城あずさ）『BOLERO』
- 2010年4 - 5月、『激情』 - ピカドール『BOLERO』（全国ツアー）
- 2010年7 - 8月、『ロミオとジュリエット』（梅田芸術劇場・博多座）
- 2010年10 - 12月、『宝塚花の踊り絵巻』『愛と青春の旅だち』 - 新人公演：カウボーイ（本役：水輝涼）
- 2011年1 - 2月、『メイちゃんの執事』（バウホール・日本青年館） - 神崎
- 2011年4 - 7月、『ノバ・ボサ・ノバ』『めぐり会いは再び』
- 2011年8 - 9月、『ランスロット』（バウホール） - ボールス
- 2011年11 - 2012年2月、『オーシャンズ11』 - ブルーザー
- 2012年3月、『天使のはしご』（日本青年館・バウホール） - 士官
- 2012年5 - 8月、『ダンサ セレナータ』『Celebrity』
- 2012年9月、『ジャン・ルイ・ファージョン-王妃の調香師-』（バウホール・日本青年館） - ギョーム・ブリュノー
- 2012年11 - 2013年2月、『宝塚ジャポニズム〜序破急〜』『めぐり会いは再び 2nd〜Star Bride〜』『Étoile de TAKARAZUKA（エトワール ド タカラヅカ）』 - ノワールファム
- 2013年3 - 4月、『宝塚ジャポニズム〜序破急〜』『怪盗楚留香（そりゅうこう）外伝-花盗人（はなぬすびと）-』 - 葉盛蘭『Étoile de TAKARAZUKA（エトワール ド タカラヅカ）』（中日劇場・台北国家戯劇院）[5]
- 2013年5 - 8月、『ロミオとジュリエット』
- 2013年9 - 10月、柚希礼音スペシャル・ライブ『REON!!II』（東京国際フォーラム・博多座）
- 2014年1 - 3月、『眠らない男・ナポレオン-愛と栄光の涯（はて）に-』 - マッセナ
- 2014年5 - 6月、『太陽王〜ル・ロワ・ソレイユ〜』（東急シアターオーブ） - 部下／宮廷人
- 2014年7 - 10月、『The Lost Glory -美しき幻影-』 - スタンリー・フリオーネ『パッショネイト宝塚!』 退団公演[5]

## 宝塚歌劇団退団後の主な活動

### 舞台
- ジェットラグプロデュース『みんなのうた』（2015年5月、紀伊國屋ホール）- ベース 役[7]
- ミュージカル「美少女戦士セーラームーン」-Un Nouveau Voyage-（2015年9月 ‐ 10月、AiiA 2.5 Theater Tokyo / サンケイホール）- セーラーウラヌス / 天王はるか 役
- 新国立劇場 オペラ『アンドレア・シェニエ』（2016年4月、新国立劇場）- ダンサー出演[8]
- 演劇女子部『続・11人いる! 東の地平・西の永遠』（2016年6月、京都劇場 / サンシャイン劇場）- ゾンブル 役[9][10]
- 舞台『遙かなる時空の中で5 風花記』（2016年8月、全労済ホール スペース・ゼロ）- 八雲都 役[11]
- ミュージカル「美少女戦士セーラームーン」 -Amour Eternal-（2016年10月 - 11月、AiiA 2.5 Theater Tokyo / キャナルシティ劇場 / サンケイホールプリーゼ）- セーラーウラヌス / 天王はるか 役[12]
- 演劇女子部『ファラオの墓』（2017年6月、サンシャイン劇場）- メネプ神官 役
- ミュージカル「美少女戦士セーラームーン」-Le Mouvement Final-（2017年9月 - 10月、AiiA 2.5 Theater Tokyo / アイプラザ豊橋 / 梅田芸術劇場シアター・ドラマシティ）- セーラーウラヌス / 天王はるか 役
- 演劇女子部『一枚のチケット〜ビートルズがやって来る〜』（2017年11月 - 12月、紀伊國屋サザンシアター TAKASHIMAYA）- 大河内克己 / ビック・ルイス 役[13]
- 舞台『三人姉妹』（2018年1月 - 2月、博品館劇場）- ヴェルシーニン 役[14]
- 演劇女子部『ファラオの墓〜蛇王・スネフェル〜』（2018年6月、サンシャイン劇場 / 大阪メルパルクホール）- メリエト皇太后 役[15]
- 演劇女子部『タイムリピート〜永遠に君を想う〜』（2018年9月 - 10月、全労済ホール スペース・ゼロ）- ナレーション[16]
- 舞台『銀河英雄伝説 Die Neue These』（2018年10月、Zepp DiverCity TOKYO）- ジェシカ・エドワーズ 役[17]
- 劇団アカズノマ『夜曲』（2019年1月 - 2月、ABCホール / 新宿村LIVE） - 黒百合 役[18]
- 音楽劇『星の王子さま』（2019年2月 - 3月、三越劇場 / 大丸心斎橋劇場）- 薔薇 / きつね 役
- 舞台『桃源郷ラビリンス』（2019年4月、なかのZERO 大ホール / 岡山未来ホール）- 渡辺綱 役[19]
- 舞台『銀河英雄伝説 Die Neue These〜第二章 それぞれの星〜』（2019年5月 ‐ 6月、Zepp DiverCity TOKYO / Zepp Namba OSAKA）‐ ジェシカ・エドワーズ 役 （映像出演）
- Reading♥Stage『百合と薔薇』（2019年6月、品川プリンスホテル クラブeX）- 天野ヒカル 役[20]
- 演劇女子部『遙かなる時空の中で6 外伝 〜黄昏の仮面〜』（2019年6月、サンシャイン劇場 / 大阪メルパルクホール）‐ ナレーション / 黒龍の声[21]
- 舞台『銀河英雄伝説 Die Neue These 〜第三章 嵐の前〜』（2019年10月 - 11月、Zepp DiverCity TOKYO / Zepp Namba OSAKA）- ジェシカ・エドワーズ 役[22]
- WBB vol.15『トラベルモード』（2019年11月、赤坂RED/THEATER）- ミレディ 役[23]
- 舞台『CharadeManiacs』（2020年10月、ラゾーナ川崎プラザソル）- 射落ミズキ 役[24][25]
- 劇団Focusプロデュース公演VOL.7『パ⭐︎パ⭐︎パラダイス』（2022年9月、映像配信）- 優紀 役[26]
- 舞台『刀剣乱舞』禺伝 矛盾源氏物語（2023年2月、TOKYO DOME CITY HALL / オリックス劇場）- 南泉一文字 役[27][28]
  - 舞台『刀剣乱舞』禺伝 矛盾源氏物語〜再演〜（2026年2月 - 3月〈予定〉、東京・大阪・福岡）[29]
- ×純文学少女歌劇団 File No.0001「マエストロには背を向けよ」（2023年5月、Mixalive TOKYO Theater Mixa）- 四ツ印マリア 役[30]
- ４S企画vol.1 ミュージカル『人間ライブラリ』（2023年8月、上野ストアハウス）- レイ 役[31]
- 演劇女子部『ビヨスパイ～消えたアタッシュケース～』（2023年11月、全労済ホール スペース・ゼロ / サンケイホールブリーゼ）- アキラ 役[32]
- 舞台『CharadeManiacs』再演（2024年1月、ラゾーナ川崎プラザソル）- 射落ミズキ 役[33][34]
- 柚希礼音25th Anniversary『REON JACK5 』（2024年8月、ヒューリックホール東京 / 梅田芸術劇場シアター・ドラマシティ）[35][36][37]
- 小谷嘉一プロデュース公演「悲しみに戯けたピエロ-マボロシの作詞家-」 （2025年2月、シアターグリーン BIG TREE THEATER）- 石本 ふじ江 役[38]

### 映画
- 『桃源郷ラビリンス〜生々流転〜』（2019年）- 渡辺綱 役[39]

### 声優
- 愛姫PRアニメーション『愛姫MEGOHIME』 （2020年） - イエヤスIEYASU 役[40]

### CM・広告
- リアラボード「島津豊久 三次元計画」（2016年）- 着用モデル[41]
- クラシエ ナイーブ「ダンスショータイム・リラックス篇」「ダンスショータイム・桃の葉篇」（2017年）- ダンサー出演[42]
- 執事眼鏡eyemirror「Fate/Grand Order -絶対魔獣戦線バビロニア- × メガネ 」「鬼滅の刃 イメージ眼鏡」（2020年）- 着用モデル[43][44]

### 振付
- 『大逆転裁判 -成歩堂龍ノ介の冒險-』（2015年）‐ モーションアクター[45][46]
- 『ファンタシースターオンライン2』（2018年 - ）‐ 振付 / モーションアクター[47][48][49]

### ディスコグラフィ

#### シングル
|     | 発売日        | タイトル                                                 | 規格品番 | 備考                              |
| --- | ------------- | -------------------------------------------------------- | -------- | --------------------------------- |
| 1st | 2018年8月18日 | 運命(ANGEL)あるいは革命(DEVIL)となづけた新世界(DAYDREAM) | LOVE-001 | 彩羽真矢とのユニット「U水」の楽曲 |